# Trofeo Internacional Costa del Sol 1968
El Trofeo Internacional Costa del Sol 1968 fue la VIII edición del Trofeo Costa del Sol. Celebrado en la ciudad española de Málaga durante los días 17 y 18 de agosto de 1968. En el certamen participaron el equipo organizador, el Club Deportivo Málaga; el histórico Real Madrid Club de Fútbol, multicampeón español; el poderoso Royal Sporting Club Anderlecht de Bélgica, tetracampeón de su liga; y el Racing Club de Avellaneda de Argentina, último campeón Intercontinental.
El campeón de la copa sería el Racing Club, siendo el único equipo argentino y el primer equipo no europeo en ganar el trofeo en toda la historia de dicha competición.
En esta misma gira internacional, Racing Club obtuvo también el Trofeo Conde de Fenosa 1968, disputado en La Coruña.

## Lugar de disputa
|  |

|  |  |

|  |

|  |  |

|  |

|  |  |

|  |

|  |  |

## Cuadro
|  | Semifinales          | Semifinales          |   |        | Final                | Final                |  |
|  | 17 de agosto de 1968 | 17 de agosto de 1968 |   |        | 18 de agosto de 1968 | 18 de agosto de 1968 |  |
|  |                      |                      |   |        |                      |                      |  |
|  |                      |                      |   |        |                      |                      |  |
|  | Anderlecht           | 3                    |   |        |                      |                      |  |
|  | Real Madrid          | 1                    |   |        |                      |                      |  |
|  |                      |                      |   |        |                      |                      |  |
|  |                      |                      |   |        |                      |                      |  |
|  |                      |                      |   |        | Racing Club          | 2                    |  |
|  |                      | Anderlecht           | 0 |        |                      |                      |  |
|  |                      |                      |   |        |                      |                      |  |
|  |                      |                      |   |        |                      |                      |  |
|  |                      |                      |   |        | Tercer puesto        |                      |  |
|  |                      |                      |   |        |                      |                      |  |
|  | Málaga               | 0                    |   | Málaga | 2                    |                      |  |
|  | Racing Club          | 1                    |   |        | Real Madrid          | 1                    |  |

## Semifinales
| 17 de agosto de 1968 | Anderlecht                     | 3:1 (0:0) | Real Madrid | Estadio La Rosaleda, Málaga |  |
|                      | - 71' Devrindt - 82', 85' Puis | Reporte   | - 67' Amaro |                             |  |

| 17 de agosto de 1968 | Málaga | 0:1 (0:0) | Racing Club | Estadio La Rosaleda, Málaga |  |
|                      |        | Reporte   | - 89' Wolff |                             |  |

## Tercer puesto
| 18 de agosto de 1968 | Málaga              | 2:1 (0:1) | Real Madrid | Estadio La Rosaleda, Málaga |  |
|                      | - 76', 119' Fleitas | Reporte   | - 34' Amaro |                             |  |

## Final
| 18 de agosto de 1968 | Racing Club                  | 2:0 (2:0) | Anderlecht | Estadio La Rosaleda, Málaga |  |
|                      | - 13' Salomone - 20' Maschio | Reporte   |            |                             |  |

|                                |
| Bandera de Argentina           |
| Campeón Racing Club 1.o título |

### Goleadores
| Jugador           | Club                           | Goles | PJ |
| ----------------- | ------------------------------ | ----- | -- |
| Sebastián Fleitas | Club Deportivo Málaga          | 2     | 2  |
| Amancio Amaro     | Real Madrid Club de Fútbol     | 2     | 2  |
| Wilfried Puis     | Royal Sporting Club Anderlecht | 2     | 2  |